# Clásica San Sebastián 2019
De wielerwedstrijd Clásica San Sebastián vond in 2019 plaats op 3 augustus en was onderdeel van de UCI World Tour 2019. Voor de mannen was het de 39e editie en voor de vrouwen werd hij voor het eerst georganiseerd.

## Mannen
De winnaar van 2018, de Fransman Julian Alaphilippe gaf deze editie na 90 kilometer op. In de slotfase wist de Belg Remco Evenepoel weg te rijden en stand te houden en kwam solo als eerste over de finish.

### Deelnemende ploegen
| 18 UCI World Tour-ploegen | 18 UCI World Tour-ploegen | 18 UCI World Tour-ploegen | 4 wildcards                   |
| ------------------------- | ------------------------- | ------------------------- | ----------------------------- |
| AG2R La Mondiale          | EF Education First        | Team INEOS                | Burgos-BH                     |
| Astana Pro Team           | Groupama-FDJ              | Team Jumbo-Visma          | Caja Rural-Seguros RGA        |
| Bahrain-Merida            | Lotto Soudal              | Team Katjoesja Alpecin    | Cofidis                       |
| BORA-hansgrohe            | Movistar Team             | Team Sunweb               | Euskadi Basque Country-Murias |
| CCC Team                  | Mitchelton-Scott          | Trek-Segafredo            |                               |
| Deceuninck–Quick-Step     | Team Dimension Data       | UAE Team Emirates         |                               |
|                           |                           |                           |                               |
|                           |                           |                           |                               |

### Uitslag
| Plaats  | Naam               | Ploeg                 | Tijd     |
| ------- | ------------------ | --------------------- | -------- |
| Winnaar | Remco Evenepoel    | Deceuninck–Quick-Step | 5u44'27" |
| 2       | Greg Van Avermaet  | CCC Team              | + 38"    |
| 3       | Marc Hirschi       | Team Sunweb           | z.t.     |
| 4       | Gorka Izagirre     | Astana Pro Team       | z.t.     |
| 5       | Bauke Mollema      | Trek-Segafredo        | z.t.     |
| 6       | Patrick Konrad     | BORA-hansgrohe        | z.t.     |
| 7       | Jelle Vanendert    | Lotto Soudal          | z.t.     |
| 8       | Enric Mas          | Deceuninck–Quick-Step | z.t.     |
| 9       | Michael Woods      | EF Education First    | z.t.     |
| 10      | Alejandro Valverde | Movistar Team         | z.t.     |

## Vrouwen
Dit jaar was er voor het eerst een editie voor vrouwen. Zij reden een 126,7 km lange versie van het parcours over vier beklimmingen. Lucy Kennedy uit Australië liet op de beklimming van de Mendizorrotza de Nederlanders Janneke Ensing en Pauliena Rooijakkers achter zich, maar door een lekke band in de afdaling werd ze ingehaald door Ensing. Op de slotklim Murgil Tontorra kon de renster van Mitchelton-Scott echter weer over Ensing heen en kwam alleen als eerste aan de finish.

### Uitslag
| Plaats  | Naam                 | Ploeg               | Tijd     |
| ------- | -------------------- | ------------------- | -------- |
| Winnaar | Lucy Kennedy         | Mitchelton-Scott    | 3u38'04" |
| 2       | Janneke Ensing       | WNT-Rotor           | + 23"    |
| 3       | Pauliena Rooijakkers | CCC-Liv             | + 1'04"  |
| 4       | Anastasia Tsjoersina | BTC City Ljubljana  | z.t.     |
| 5       | Edwige Pitel         | Cogeas-Mettler-Look | + 1'06"  |
| 6       | Lourdes Oyarbide     | Movistar Team       | + 1'12"  |
| 7       | Na Ah-Reum           | Alé Cipollini       | + 1'38"  |
| 8       | Kathrin Hammes       | WNT-Rotor           | z.t.     |
| 9       | Hanna Nilsson        | BTC City Ljubljana  | z.t.     |
| 10      | Alessia Vigilia      | Valcar-Cylance      | z.t.     |

1981 · 1982 · 1983 · 1984 · 1985 · 1986 · 1987 · 1988 · 1989 · 1990 · 1991 · 1992 · 1993 · 1994 · 1995 · 1996 · 1997 · 1998 · 1999 · 2000 · 2001 · 2002 · 2003 · 2004 · 2005 · 2006 · 2007 · 2008 · 2009 · 2010 · 2011 · 2012 · 2013 · 2014 · 2015 · 2016 · 2017 · 2018 · 2019 · 2020 · 2021 · 2022 · 2023 · 2024
Tour Down Under ·
Great Ocean Road Race ·
Ronde van de Verenigde Arabische Emiraten ·
Omloop Het Nieuwsblad ·
Strade Bianche ·
Parijs-Nice · 
Tirreno-Adriatico · 
Milaan-San Remo ·
Ronde van Catalonië ·
Driedaagse Brugge-De Panne ·
E3 BinckBank Classic ·
Gent-Wevelgem ·
Dwars door Vlaanderen ·
Ronde van Vlaanderen ·
Ronde van het Baskenland ·
Parijs-Roubaix ·
Amstel Gold Race ·
Ronde van Turkije ·
Waalse Pijl ·
Luik-Bastenaken-Luik ·
Ronde van Romandië ·
Eschborn-Frankfurt ·
Ronde van Italië ·
Ronde van Californië ·
Critérium du Dauphiné ·
Ronde van Zwitserland ·
Ronde van Frankrijk ·
Clásica San Sebastián ·
Ronde van Polen ·
RideLondon Classic ·
BinckBank Tour ·
Ronde van Spanje ·
EuroEyes Cyclassics ·
Bretagne Classic ·
GP van Quebec ·
GP van Montreal ·
Ronde van Lombardije ·
Ronde van Guangxi